# Iproniazida
La Iproniazida (conocida también como Euphozid, Iprazid, Ipronid, Ipronin, Marsilid, Rivivol) es un isopropil derivado de la isoniazida utilizado como antidepresivo, y que en la actualidad se encuentra discontinuado en gran parte del mundo debido a problemas de seguridad (ictericia y nefrotoxicidad), aunque aun puede encontrarse en Francia. Actúa como un inhibidor de la monoaminooxidasa (IMAO) irreversible y no selectivo.

## Historia
La iproniazida, junto con la imipramina, fue uno de los primeros antidepresivos en ser comercializado. Aunque originalmente se utilizaba para el tratamiento de la tuberculosis, sus propiedades antidepresivas fueron descubiertas en 1952, cuando diversos investigadores notaron que aquellos pacientes tratados con isoniazida se volvían "inapropiadamente felices". Subsecuentemente, la adición del N-isopropil permitió el desarrollo de un antidepresivo que finalmente fue aprobado para su uso clínico en 1958.
Un par de años después sin embargo, se retira del mercado (en el año 1961) debido al descubrimiento de una significativa incidencia de hepatitis en pacientes que la consumían, siendo reemplazada por medicamentos menos hepatóxicos tales como la isocarboxazida (Marplan), fenelzina (Nardil o Nardelzine), y tranilcipromina (Parnate).